# Serica lama
Serica lama är en skalbaggsart som beskrevs av Ahrens 1999. Serica lama ingår i släktet Serica och familjen Melolonthidae. Inga underarter finns listade i Catalogue of Life.